# Habra
Habra (bengali হাবড়া) är en stad i Indien. Den är belägen i distriktet North 24 Parganas i delstaten Västbengalen, ungefär 40 kilometer nordost om Calcutta. Folkmängden uppgick till 147 221 invånare vid folkräkningen 2011. Habra bildar tillsammans med bland annat den jämnstora grannstaden Ashokenagar Kalyangarh ett storstadsområde, Habra Urban Agglomeration, med totalt 299 782 invånare 2011.